# Children of Bodom
Children of Bodom var et finsk metal-band, som oprindelig blev dannet i 1993 under navnet IneartheD af forsanger/guitarist Alexi Laiho og trommeslager Jaska Raatikainen, og det er af All Music Guide blevet kaldt "den melodiske dødsmetals Manowar".
Bandet tog i 1997 navn efter Bodom-mordene – et berygtet tredobbelt mord, som skete nær Bodomsøen i 1960. Den eneste overlevende, Nils Gustafsson, beskyldte manden med leen for at have begået mordene. Derfra har de taget manden med leen, som de spøgende har døbt "Roy" efter en scene i filmen Hot Shots!, som deres maskot, og han har været vist på alle deres albumcovers. Han står også nævnt i takkelisten på albummet Hate Crew Deathroll.
Children of Bodom er kendetegnet ved sin specielle musikstil, som hovedsageligt inddrager elementer fra melodisk dødsmetal og ekstrem power metal, og som aldrig musikalsk set har holdt sig indenfor allerede fastsatte rammer. I de senere år er bandets musik begyndt at blive accepteret af mainstreamkulturen – dog stadig uden at bandet er gået på kompromis med sin særlige  lyd.
Efter tre demoplader, som kun vakte ringe opmærksomhed, fik bandet sit gennembrud med debutalbummet Something Wild (1997). Selvom deres to næste album, Hatebreeder (1999) og specielt Follow the Reaper (2000), også blev vel modtaget, var det med deres fjerde studiealbum, Hate Crew Deathroll (2003), at bandet cementerede deres status som et af de førende bands indenfor ekstremmetal-genren. 
Flere af Children of Bodoms seneste album har solgt til guld i Finland, og deres single Hate Me! har solgt til platin. Bandet blev i 2003 valgt som "årets finske band". Det har gennemført flere turneer i Europa og har desuden turneret i Nordamerika og Japan. I perioden 2003-2004 foretog det en verdensturne, hvilket de også har gjort flere gange siden. Det blev opløst i 2019.

## Biografi

### Tiden som Inearthed (1993-1997)
Children of Bodom blev stiftet i 1993 af guitarist Alexi "Wildchild" Laiho og trommeslager Jaska Raatikainen under navnet IneartheD. De to havde kendt hinanden, siden de var børn, og havde begge længe været interesserede i heavy metal-musik – især i dødsmetalbands som Entombed og Obituary, samt thrash metal-bandet Stone. Senere samme år kom bassisten Samuli Miettinen med i bandet, og blev den, der skrev bandets sangtekster. Sammen indspillede de deres første demo, Implosion of Heaven, i august samme år. Demoen blev sendt til diverse pladeselskaber, men ingen af dem viste interesse for bandet.

#### Anden demo og Miettinen forlader bandet
Bandets næste udgivelse blev deres anden demo, Ubiguitous Absence of Remission, i 1995. På denne demo brugte bandet for første gang keyboards. For at kunne præstere det spillede både Laiho og Raatikainen keyboards hver for sig, og efterfølgende miksede de dem ind i numrene sammen med de andre instrumenter. Miettinen spillede ikke med på demoen – i stedet blev bassen spillet af Laiho. Dog står Miettinen alligevel nævnt som bassist på coveret. Demoen indeholder også et af de eneste numre i bandets historie med en kvindelig vokal, da dele af nummeret "Translucent Image" bliver sunget af en kvinde ved navn Nina Keitel. Keitel medvirkede også på "Talking of the Trees" fra bandets næste demo, Shining Kort efter indspilningen af demoen forlod Miettinen bandet, da han og hans familie flyttede til USA. Alexi Laiho, som førhen kun havde komponeret melodierne i sangene, begyndte nu også at skrive teksterne til bandet.
På dette tidspunkt spillede Raatikainen valdhorn i et lokalt bigband. Under en indøvelse mødte han Alexander Kuoppala, som var trompetist, men også en trænet guitarist. På dette tidspunkt manglede bandet en rytmeguitarist, og kort tid efter indspilningen af deres anden demo inviterede de Kuoppala til at slutte sig til IneartheD som rytmeguitarist.

#### Tredje demo og første pladekontrakt
I 1996 indtrådte Henkka Seppälä (også kendt som Henkka T. Blacksmith), som på det tidspunkt var 15 år gammel, i Inearthed som afløser for Miettinen på bas. Omtrent samtidig fandt Laiho og Raatikainen desuden Jani Pirisjoki, da de ønskede at få mere keyboard i deres musik.
Med disse medlemmer indspillede Inearthed deres tredje demo ved navn Shining. Heller ikke denne fik pladeselskaberne til at vise interesse for bandet, der måtte klare sig med at spille til lokale begivenheder. Et lille belgisk pladeselskab var dog interesseret og skrev en pladekontrakt om deres debutalbum. Aftalen indebar imidlertid, at bandet selv måtte finansiere produktionen samt sælge cd'erne.
På dette tidspunkt deltog Pirisjoki ikke i indøvningen og blev derfor smidt ud af bandet. En ven af Raatikainen ved navn Janne "Warman" Wirman, en professionel pianist, kom til at erstatte ham.

### Debutalbum og navneskifte (1997-1999)
Det viste sig snart, at Wirman var det tidligere manglende led i IneartheD. Hans præstation gjorde det muligt for bandet at skabe den musikstil, der senere skulle komme til at karakterisere Children of Bodom. Sammen med Wirman indspillede bandet deres vellykkede debutalbum i 1996. 

#### Kontrakt med Spinefarm
Bandets debutalbum, Something Wild, skulle oprindeligt udgives gennem det lille belgisk pladeselskab, men Sami Tenetz fra bandet Thy Serpent fik gennem Laiho, som var hans kollega i Thy Serpent på det tidspunkt, fat på en kopi af deres album og videresendte det til Ewo Rytkönen fra Spinefarm Records. Spinefarm viste interesse for Inearthed, og da de i modsætning til det belgiske pladeselskab tilbød at hjælpe med en national videredistribution, skrev de kontrakt.
Bandet blev af Spinefarm Records opfordret til at skifte navn, da kontrakten med det belgiske pladeselskab allerede var skrevet under med bandnavnet IneartheD. Løsningen på problemet kom, da bandmedlemmerne begyndte at kigge i en lokal telefonbog. De faldt over Bodomsøen, som også havde en meget interessant historie bag sig. Der blev lavet en lang liste med navne, hvor Bodom var med i, og de valgte i 1997 navnet Children of Bodom. Herefter kunne de fortælle det belgiske selskab, at bandet var gået i opløsning, for derefter at gendanne sig under det nye navn.

#### Reklame forSomething Wildog kontrakt med Nuclear Blast
For at reklamere for deres kommende album Something Wild åbnede bandet en koncert for det symfoniske sortmetal-band Dimmu Borgir i slutningen af 1997. Denne succes tiltrak pladeselskabet Nuclear Blast, som tilbød dem en kontrakt til distribution i Europa. Dermed blev deres debut og efterfølgende album også udgivet gennem Nuclear Blast.
Something Wild blev officielt udgivet i november 1997, og som reklame indspillede bandet en musikvideo til sangen "Deadnight Warrior". Videoen blev instrueret af Mika Lindberg for et lavt budget på 1000€. Derfor blev kulisserne meget enkle og bestod godt og vel af udendørs optræden efter en snestorm. Bandet indspillede den i løbet af nogle timer om natten i den finske nattefrost.
Nummeret "Touch Like Angel of Death", som er sidste nummer på albummet, har en skjult keyboardsolo gemt i slutningen. Nummeret er egentlig kun 4 minutter langt, men efter et par minutters stilhed kan høres en keyboardmelodi. Angiveligt skulle denne have været blevet indspillet, da Alexi Laiho og Alexander Kuoppala sad fulde i studiet. Nummeret, der spilles, er fra tv-serien Miami Vice, som bandet er fans af. Janne Wirman spillede i øvrigt nummeret "Crockett's Theme" fra selvsamme serie i introen på Tokyo Warhearts.
De tidligste udgaver af albummet havde tilmed et 8. nummer, døbt "Bruno the Pig", som blot bestod af 11 sekunders stilhed.
Laiho er kendt for at være meget kritisk over for de sange, han skriver, og han har fortalt, at af alle album brød han sig mindst om Something Wild. Da de indspillede albummet, prøvede Laiho at efterligne stilen brugt af et af hans idoler, Yngwie J. Malmsteen, hvilket er grunden til, at Something Wild er blevet kaldt det mest tekniske album, Children of Bodom nogensinde har udgivet.

#### Første Europaturnéer
Children of Bodoms første europæiske turné begyndte i marts 1998, hvor de spillede med bands som Hypocrisy, The Kovenant og Agathodaimon. Wirman var dog ikke med, da han i stedet arbejdede på at færdiggøre sine studier. Han blev afløst af pianisten Erna Siikavirta på turnéen.
Nogle måneder senere indspillede bandet to nye sange ved navn "Towards Dead End" og "Children of Bodom". "Towards Dead End" var senere med på de to opsamlingsalbum Helldorado og Spinetingler fra Spinefarm Records, mens "Children of Bodom" blev udgivet som bandets første single i 1998. Med på singlen var også "Repent (Whore)" af Cryhavoc og "Iron, Steel, Metal" af Wizzard. Senere, i starten af 1999, genindspillede bandet sangen, og tunede den op til D (single-versionen var indspillet i C#). Den nyindspillede, optunede version kom med på bandets næste album. I starten af september spillede bandet sangen "Forevermore" live for første gang til en koncert i Rusland. Sangen fik senere navnet "Downfall" og var ligeledes med på deres andet album.
Bandets anden Europaturné begyndte i september samme år, hvor Janne endnu engang ikke havde mulighed for at deltage. Laihos daværende kæreste Kimberly Goss (fra Sinergy og oprindeligt medlem af Dimmu Borgir, Ancient og Therion) afløste ham på keyboard denne gang. Ved turnéens slutning inviterede Goss Laiho til at slutte sig til Sinergy, som på det tidspunkt var ved at dannes. Laiho tog imod tilbuddet og er i dag bandets rytmeguitarist.

### HatebreederogTokyo Warhearts(1999-2000)
Children of Bodoms andet album, Hatebreeder, blev indspillet i december 1998 og januar 1999 i  pladestudiet Astia – samme sted som Ubiguitous Absence of Remission, Shining og Something Wild var blevet indspillet. Bandet havde allerede i midten af 1998 indspillet fem af sangene til albummet som demonumre. 
Albummets oprindelige titel var Towards Dead End, men under indspilningerne skiftede bandmedlemmerne mening om navnet. Indspilningerne var meget kaotiske, da nogle af medlemmerne stadig gik i skole og derfor måtte bruge en stor del af tiden på deres uddannelser. Derudover var mange af instrumenterne brugte, da der var ikke nogen musikforretning i nærheden, og bandet derfor måtte nøjes med de instrumenter, de havde ved hånden. For at skaffe albummet opmærksomhed i Finland udgav Children of Bodom singlen "Downfall" i april, to uger inden Hatebreeder. Den blev fulgt af en musikvideo, som endnu engang blev instrueret af Mika Lindberg, og på de første 1000 oplag af singlen var der en speciel Children of Bodom-halskæde inkluderet.
Mange mener, at Children of Bodoms musikstil opstod på Hatebreeder, da den kombinerede hurtighed, aggression og melodi.

#### Turnéer i Japan og Europa
I juli 1999 havde succesen med singlen "Downfall" og Hatebreeder gjort det muligt for bandet at tage på turné i Japan sammen med de to bands Sinergy og In Flames. Turnéen varede tre dage, og livealbummet Tokyo Warhearts blev indspillet på turnéens to sidste dage i klub Citta i Tokyo d. 10. og 11. juli 1999. Efterfølgende blev Tokyo Warhearts udgivet i oktober samme år. Første oplag blev udgivet i en speciel boks med 10 billedkort, der kunne give et indtryk af Children of Bodoms tur til Japan. Senere i september tog bandet på en Europaturné som support for de tre svenske melodisk dødsmetal-bands Arch Enemy, Dark Tranquillity og In Flames.

### Follow the Reaper(2000-2002)

#### Single og Nordamerika-turné
I februar 2000 gik Children of Bodom i studiet for at indspille singlen "Hate Me!". Singlen blev udgivet i maj, og solgte til platin i Finland. Efterfølgende optrådte bandet med sangen til de finske festivaler Tuska Open Air og Ilosaari Rock.
Children of Bodom tog derefter for første gang til Nordamerika for at spille ved Milwaukee Metalfest, samt i Montreal, Canada.

#### Follow the Reaper
Til deres næste studiealbum valgte Children of Bodom at benytte sig af Peter Tägtgrens pladestudie Abyss Studio i Sverige frem for Anssi Kippo's finske Astia, hvor de havde indspillet alle deres tidligere albums og demoerne som IneartheD, da de ville prøve at komme lidt væk fra den lyd, der havde været på deres første to album. Guitarist Alexander Kuoppala har udtalt, at skiftet også skyldtes, at deres gamle studie fokuserede for meget på teknikken og på at lave ren lyd og helt glemte den attitude og vrede, der skulle kunne høres i musikken. 
Bandet skrev otte nye sange til deres album, men mens de var i studiet besluttede de sig for at føje endnu et nummer på, hvilket de hurtigt komponerede og skrev sangtekst til. Nummeret fik navnet "Kissing the Shadows". 
Indspilningen af albummet fandt sted mellem august og september 2000, og det fik navnet Follow the Reaper. Det blev udgivet i 2001 og en musikvideo til sangen "Everytime I Die" blev indspillet af den finske instruktør Tuukka Temonen kort tid efter. Albumcoveret forestillede manden med leen i blå og var tegnet af den finske kunstner Sami Saramäki. 
I september og oktober sluttede Laiho, Latvala og Raatikainen sig til Sinergy i anledning af disses anden Europaturné. Raatikainen kom med som afløser for Sinergys oprindelige trommeslager, Tommi Lillman, som var forhindret i at spille på turnéen. Efterfølgende spillede Children of Bodom nogle koncerter i Finland og ville gerne slutte sig til Morbid Angel og Hypocrisy på X-Mass festivalsturnéen, der gik gennem Europa i december. Bandet valgte dog alligevel at trække sig ud, da deres venner fra Hypocrisy gjorde det.

### Hate Crew Deathroll(2002-2005)
I februar 2002 begyndte Children of Bodom at skrive sange til deres kommende album Hate Crew Deathroll. Indspilningerne startede i august, og albummet blev udgivet i januar 2003 i Finland. Det lå i toppen af de finske hitlister i tre hele uger og blev efterfølgende bandets første album som solgte til guld-status.

#### "Hate Crew"
Titlen Hate Crew Deathroll henviser delvist til en intern joke i bandet. The "Hate Crew" (~"hadeholdet") består af Children of Bodom samt nogle af deres nære venner, deriblandt deres turnémanager, en roadie og Randy Blythe fra Lamb of God.
"Holdet" har eksisteret i længere tid (forkortelsen "COBHC" står bl.a. inde i Hatebreeders coverbrochure), men navnet blev først kendt for offentligheden ved udgivelsen af Hate Crew Deathroll.
Navnet har også været brugt flere andre steder, deriblandt "Hate Crew Deathlesson" som var en klumme Laiho skrev i guitarmagasinet Young Guitar i perioden juli-december 2006. Alexi Laiho har akronymet COBHC tatoveret på sine knoer, Seppälä har akronymet på sine basser og Randy Blythe har, interessant nok, COBHC tatoveret på sin underarm.
3. januar 2003 blev Children of Bodom valgt som "Årets finske band" ved Finnish Metal Music Awards afholdt i Tavastia Club i Helsinki, hvor alle finlændere kunne stemme.

#### Første verdensturné og Kuoppala forlader bandet
Children of Bodoms første verdensturné begyndte i 2003 og varede til slutningen af 2004. Turnéen havde mange udsolgte koncerter og udbredte bl.a. også kendskabet til bandet i Nordamerika. 
Midt under turnéen forlod guitaristen Alexander Kuoppala dog uventet Children of Bodom. Laiho har forklaret, at det ikke skyldtes uenighed, men at Kuoppala var træt af at turnere og leve på hoteller og i tourbusser.
Griffins guitarist Kai Nergaard blev af Alexi Laiho inviteret med som afløser for Kuoppala, men takkede nej til tilbuddet. Laiho's kollega fra Sinergy, guitarist Roope Latvala, trådte derefter ind som midlertidigt medlem, indtil der kunne findes en anden løsning. Latvala havde sin debut i Moskva 16. august.

### Are You Dead Yet?(2005- )

#### Første ep ogAre You Dead Yet?
Efter at have afsluttet verdensturnéen valgte Latvala at blive i bandet på fuld tid. Children of Bodom gik derefter i studiet og indspillede ep'en Trashed, Lost & Strungout og singlen "In Your Face" som indeholdt sange fra deres kommende album samt en ironisk coverversion af Britney Spears' sang "Oops!...I Did It Again". Om Britney Spears-sangen har bassist Henkka Seppälä udtalt:
| Citat                                         | Det var bare en fuld nat på en Amerikaturné. Britney Spears var i fjernsynet, og jeg tror det var Janne som sagde "Lad os ordne Britney Spears som den næste." Og så grinede vi og glemte alt om det fordi det bare var en dårlig joke. Så da vi var i studiet og ikke havde nogen anelse om hvad vi skulle lave, tænkte vi "Hvad fanden, lad os bare prøve Britney. Who cares? Lad os se hvad folk synes om det." Det har været temmelig interessant at se hvad folk har syntes om den. | Citat |
| Henkka Seppälä om inspilningen af coversangen | |       |

Sent i 2005 udkom deres album Are You Dead Yet?, som var i en anderledes musikstil end deres forrige udgivelser. Albummet havde mere simple og tungere guitariffs såvel som elementer fra industrial og progressivt musik. Det solgte til guld i Finland, og nåede førstepladsen på den finske hitliste, og blev nummer 17 i Japan. Bandets næste udgivelse var en dvd-single fra sangen "In Your Face", som inkluderede musikvideoen, optagelser af bandet bag scenen og en liveoptagelse af sangen "Sixpounder" ved Wacken Open Air festival i 2004.  

#### Stockholm Knockout Live
Children of Bodoms næste projekt var en live-dvd. Til at instruere filmningen af koncerten kontaktede de Patric Ullaeus, som også tidligere havde instrueret videoen til nummeret "Thrashed, Lost & Strungout" (fra Are You Dead Yet?). Koncerten, som blev spillet 5. februar 2006 i Fryshuset i Stockholm, blev udgivet på dvd'en Chaos Ridden Years - Stockholm Knockout Live 11. oktober 2006. Udover livekoncerten ("Stockholm Knockout" – instrueret af Ullaeus) bestod dvd'en af en dokumentar ("Chaos Ridden Years"), som i 13 kapitler fortalte om bandet fra deres tidlige år og op til i dag, samt alle Children of Bodoms officielle musikvideoer bortset fra videoen til "Needled 24/7".

#### Laiho's uheld ogBlooddrunk
Efter hard rock-bandet Lordi's sejr i det europæiske melodigrandprix i maj 2006, offentliggjorde flere aviser og dagblade, deriblandt de britiske The Sun og Daily Mail, samt svenske Expressen et billede, som angiveligt skulle forestille Lordi uden deres masker. Billedet viste dog i stedet et gammelt billede af Children of Bodom sammen med Erna Siikavirta, som tidligere havde afløst Janne Wirman på keyboards på en turné. Siikavirta kom senere til at spille keyboard for Lordi, hvilket førte til misforståelsen.
I juni 2006 tog bandet med på The Unholy Alliance, hvor de blandt andre spillede sammen med Slayer, Lamb of God, Mastodon, In Flames og Thine Eyes Bleed. Dette var en af deres største turnéer hidtil. Turnéen gik gennem USA i juni og juli og gennem Europa oktober og november.
31. januar 2007 gled Alexi Laiho på en bowlingbane og brækkede sin venstre skulder, hvilket gjorde ham ude af stand til at spille guitar i 6 uger. Af denne grund måtte Children of Bodom aflyse deres første optrædener i 2007 og en festival, hvor de skulle have været hovednavnet.
31. marts 2007 blev Children of Bodoms officielle webside, cobhc.com, opdateret om Laihos tilstand. Hans skulder er helet så meget at han vil kunne spille guitar uden nævneværdige problemer igen. Children of Bodom erstattede derved Velvet Revolver på Monsters of Rock-festivalen 2007. 
I 2008 udgav Children of Bodom albummet Bloddrunk. Bandet turnerede med Machine Head og Slipknot, hvor de gæstede Danmark for første gang i KB Hallen, 13. november 2008.

### Relentless Reckless Forever
I 2011 udgav bandet deres 7. album, Relentless Reckless Forever. I den forbindelse kom de igen til Danmark, hvor de optrådte i Vega 27. marts 2011 med Machinae Supremacy og Ensiferum som opvarmning.

## Musikalsk stil

### Uenighed om genre
Der er meget stor uenighed om Children of Bodoms genreklassifikation blandt fans og kritikere. Bandet spiller en ekstrem form for heavy metal som kendetegnes af et hurtigt tempo, meget teknik guitar- og keyboardspil, blast beats og Alexi Laiho's unikke vokal.
Musikken kunne klassificeres som melodisk dødsmetal på grund af tempoet, trommerne og den til tider 'gryntende' dødsmetal-vokal. Andre ser musikken som ekstrem power metal på grund af keyboardeffekternes fremtrædende rolle på bandets tidlige album, samt den allestedsforekommende guitarsolo. Dog passer hverken tekster eller vokal ind i power metal-genren, men snarere som melodisk dødsmetal.
Af andre mulige genrer kan nævnes melodisk black metal på grund af bandets "majestætiske" keyboard, speed metal på grund af det høje tempo, thrash metal på grund af dets inspiratorer – specielt det finske thrash metal band Stone, eller neo-klassisk metal bl.a. grundet indflydelsen fra Yngwie J. Malmsteen – indflydelsen var specielt tydelig på deres første album, der med sange som "Lake Bodom" (fra Something Wild) og "Black Widow" (fra Hatebreeder) var præget af flere neo-klassiske guitarelementer, og derudover var sangen "Red Light in My Eyes, Pt. 2" (fra Something Wild) bygget over Mozarts symfoni nr. 25. De neo-klassiske elementer forsvandt dog gradvist, og på Are You Dead Yet? kan de slet ikke længere spores. På dette album er der ifølge All Music Guide i stedet flere elementer af progressiv metal, selvom bassist Henkka Seppälä har påstået at albummet er mindre progressivt end de tidligere album, og i stedet har lagt vægt på tunge og mindre melodiske riffs.
På grund af den store uenighed om genre vælger mange blot at betegne musikstilen som "ekstremmetal". Metal Hammer har skrevet, at "[Children of Bodom] spillede en melodisk avl af black metal tilført en stærk følelse af NWOBHM, power metal og neoklassisk.", noget som de har valgt at kalde "Tuonela".
Laiho har dog udtalt at han foretrækker at kalde musikken for metal, men at man kan kalde det hvad man vil – så længe man ikke kalder det power metal.

### Temaer
Bandets musik og, specielt, sangtekster beskæftiger sig ofte med temaer som døden/manden med leen, personlige problemer, depression, vrede og Bodom-mordene. Meget af dette bunder i sangskriver Alexi Laihos barndom, hvor han blev systematisk mobbet og overfaldet af tre jævnaldrende. De oplevelser fik det, med hans egne ord, til at "slå klik" for ham, og han begyndte at hade alt og alle og blev ligeglad med, om han levede eller døde. Samtidig begyndte han at tage stoffer og drikke jævnligt.
En aften ved juletid i 1998 forsøgte Laiho at begå selvmord ved at tage 30 sovepiller og drikke en flaske whisky til.
Han blev i hast bragt på hospitalet, hvor han lå en uge i koma, før han kom til bevidsthed igen.
Efter denne oplevelse begyndte Laiho langsomt at vende tilbage til verden, men det hadske og deprimerede livssyn afspejles stadig i sangteksterne. Dette reflekteres også af bandets "Hate Crew" samt deres officielle merchandise-forretning, "HateWear".
Derudover har bandet tradition for, at en sang på hvert album skal omhandle Bodom-mordene.
På deres seneste album har bandet i stigende grad skiftet til mere fjendtlige sangtekster (sange som "You're Better Off Dead" og "In Your Face") og mere enkel heavy metal.

#### Omslag
Children of Bodom har, siden de ved en tilfældighed fandt en illustration, som senere blev omslaget til Something Wild, haft tradition for, at omslagene til deres album altid skal vise manden med leen "Roy".
Bandet kontaktede efterfølgende kunstneren bag illustrationen, og fik denne til at designe deres næste omslag også. Idéen gik på, at på omslaget til deres andet album skulle Roy stå foran Bodomsøen, på deres tredje skulle han stå på en kirkegård (som også understregede albummets titel – Follow the Reaper), på det fjerde skulle han angribe personen der fulgte ham og på det femte skulle han undersøge om personen stadig var i live, og omslaget skulle dermed forestille det sidste personen så i sit liv. De sjette og syvende album viser også manden med leen, selvom det ikke længere er en del af den planlagte række.

### Citater i sange
Flere af Children of Bodoms sange indeholder henvisninger til diverse film. Nogle af sangene indledes eller afsluttes med et citat, mens visse sangtitler også er inspireret af film:
| Album               | Sang                 | Hvornår?    | Citat | Fra film                  | Siges af...                            | Noter |
| ------------------- | -------------------- | ----------- | --- | ------------------------- | -------------------------------------- | --- |
| Something Wild      | The Nail             | 00:00-00:39 | - | A Nightmare On Elm Street | -                                      | Kun et lydklip fra første scene i filmen. Overlapper delvist med Ben-Hur-citatet. |
| Something Wild      | The Nail             | 00:24-00:39 | "Your eyes are full of hate, forty-one. That's good. Hate keeps a man alive. It gives him strength."                                                       | Ben-Hur                   | Quintus Arrius (Jack Hawkins)          | |
| Something Wild      | Deadnight Warrior    | 00:00-00:30 | - | Stephen King's It         | -                                      | Kun lydspor. Ingen tale. |
| Hatebreeder         | Warheart             | 00:00-00:05 | "From now on we're enemies - you and I" | Amadeus                   | Antonio Salieri (F. Murray Abraham)    | Citatet bruges også på en af de officielle Children of Bodom band shirts. Janne Wirman's hobbyband Warmen bruger ligeledes mange henvisninger til og citater fra Amadeus på deres første tre album. |
| Follow the Reaper   | Follow the Reaper    | 00:00-00:09 | "Death, be not proud, though some have called thee Mighty and dreadful, for thou art not so."                                                              | Eksorcisten III           | Jason Miller                           | Citatet stammer oprindeligt fra den engelske poet John Donnes værk "Holy Sonnet X". |
| Follow the Reaper   | Follow the Reaper    | 03:44-03:47 | "I was only 21 when I died." | Eksorcisten III           | En ven af detektiven (George C. Scott) | |
| Follow the Reaper   | Bodom After Midnight | 02:01-02:29 | - | The Rock                  | -                                      | Guitar-riffet er taget fra soundtracket til filmen. |
| Follow the Reaper   | Taste Of My Scythe   | 00:00-00:10 | "..and rip and cut and mutilate the innocent. His friends, again and again and on and on..."                                                               | Eksorcisten III           | Patient X (Jason Miller)               | |
| Hate Crew Deathroll | Needled 24/7         | 04:05-04:08 | "Death? What do you all know about death?" | Platoon                   | Sgt. Bob Barnes (Tom Berenger)         | LiveCD og Installationsprogram på én cd, Ubiquity installationsprogram. Første Long-Term Support-udgivelse.                                                                                         |
| Hate Crew Deathroll | Bodom Beach Terror   | 04:25-      | "My pain is constant and sharp and I do not hope for a better world for anyone, in fact I want my pain to be inflicted on others. I want no one to escape" | American Psycho           | Patrick Bateman (Christian Bale)       | Sidste sætning i citatet overlapper ind i sangen "Angels Don't Kill". |
| Hate Crew Deathroll | Angels Don't Kill    | –           | "[...] All we know is what we found out from the neighbors, and the general consensus is, they're angels. But angels don't kill. [...]"                    | The Boondock Saints       | Paul Smecker (Willem Dafoe)            | Citatet bruges ikke i sangen, men sangtitlen er taget derfra. |
| Are You Dead Yet?   | Punch Me I Bleed     | –           | "You don't understand! I'm not an empty seat anymore. I'm different! Punch me I bleed."                                                                    | Spider-Man 2              | Peter Parker (Tobey Maguire)           | Citatet bruges ikke i sangen, men sangtitlen er taget derfra. |

## Medlemmer
| - Alexi "Wildchild" Laiho – Vokal/Lead guitar - Daniel Freyberg – Rytmeguitar - Henkka "Blacksmith" Sepälä – Bas - Janne "Warman" Wirman – Keyboard - Jaska Raatikainen – Trommer - Erna Siikavirta – Keyboard (1998) - Kimberly Goss – Keyboard (September 1998) | - Alexander Kuoppala – Rytmeguitar (1993-2003) - Jani Pirisjoki – Keyboard (1995-1997) - Roope Latvala - Rutmeguitar (2003-2015) - Samuli Miettinen – Bas (1993-1995) |  |

## Diskografi
| - 1997: Something Wild - 1999: Hatebreeder - 1999: Tokyo Warhearts (livealbum) - 2000: Follow the Reaper - 2003: Hate Crew Deathroll - 2005: Are You Dead Yet? - 2008: Blooddrunk - 2011: Relentless Reckless Forever - 2013: Halo of Blood - 2015: I Worship Chaos - 2019: Hexed - 2004: Trashed, Lost & Strungout (også dvd og cd) - 2008: Hellhound on my Trail (kun udgivet i Storbritannien) - 2009: Skeletons in the Closet (kun udgivet digitalt) | - 2004: Trashed, Lost & Strungout (også ep og cd) - 2005: In Your Face (single-dvd) - 2006: Chaos Ridden Years - Stockholm Knockout Live - 2003: Bestbreeder from 1997 to 2000 - 2009: Skeletons in the Closet |  |